# Lalita Yauhleuskaya
Lalita Yauhleuskaya, née le 31 décembre 1963 à Sokol en Russie, est une tireuse sportive biélorusse et australienne.

## Carrière
Lalita Yauhleuskaya participe aux Jeux olympiques de 2000 à Sydney et remporte sous les couleurs de la Biélorussie la médaille de bronze dans l'épreuve du pistolet 25 mètres. Elle concourt par la suite pour l'Australie.